# Pseudicius bamakoi
Pseudicius bamakoi är en spindelart som först beskrevs av Berland, Millot 1941.  Pseudicius bamakoi ingår i släktet Pseudicius och familjen hoppspindlar. Inga underarter finns listade i Catalogue of Life.